# Dragonja
Dragonja (udtalt [dɾaˈɡoːnja] ; italiensk: Dragogna) er en 30 kilometer lang flod  der løber på den nordlige del af Istrien-halvøen omkring grænsen til Kroatien. Det er en bugtende flod med et meget forgrenet afvandingsområde og en lille mængde vand. Det har et pluvialt regime og tørrer ofte ud om sommeren. Den byder på meget forskellige habitater og er hjemsted for en række dyre- og plantearter. Området langs Dragonja har været skueplads for en Kroatisk–Slovensk grænsestrid (en), med dens laveste del de facto grænsen til de to lande.

## Flodens løb
Floden er den tredjelængste flod i Istrien efter floderne Raša og Mirna. Det er den største flod på den slovenske kyst, der løber ud i Adriaterhavet.
 Det er også den eneste slovenske flod, der ikke flyder gennem bebyggelser, og som flyder i sin helhed over flysch-terrænet.
Dragonja stammer fra flere kilder i Šavrin-bakkerne og flyder mod vest til Piran-bugten, en del af det nordlige Adriaterhav. Den er forbundet af to større bifloder fra højre side (Rokava og Drnica Creeks) og en større biflod fra venstre side (Poganja Creek).
Sečovlje Saltpans Naturpark med Sečovlje Saltværk ligger ved dens udmunding. Den nedre del af Dragonja i Piran kommune har siden 1990 været beskyttet som et naturmonument.

## Navn
Dragonja-floden blev først attesteret i skriftlige kilder som Argao (ablativ Argaone), og i senere kilder som Argaone (i 670), per Argaonem (i 1035), Dragugne (i 1100) og superflumine Dragone (i 1389). De moderne slovenske og italienske navne (med initial D-) er afledt af slavisk * Dorgon'a, fra Romance d- (< ad 'at') + Argaon- (med metatese). I sidste ende er navnet af førromansk oprindelse, formentlig baseret på den proto-indoeuropæiske rod * h 2 arg'- 'skinnende'.
Ikke-sproglige beretninger forklarer navnet som baseret på flodens bugtende løb, der ligner en drage (italiensk: drago).

## Territorial strid
I den nedre del af Dragonja er der en territorial strid mellem Slovenien og Kroatien: mens de kroatiske myndigheder hævder, at Dragonja er en grænseflod, gør Slovenien krav på en stribe territorium syd for floden. Pr.  2012, de sidste 7 km af Dragonjas løb er de facto grænsen til Kroatien og Slovenien.  Der ligger fire landsbyer og Kroatiens Plovanija-grænseovergang. Dragonja-floden blev en distriktsgrænseflod efter Anden Verdenskrig, da den jugoslavisk -administrerede zone B i det frie territorium Trieste (FTT) blev opdelt i Koper- og Buje-distrikterne. Efter opløsning af FTT i 1954 og overførsel af dets tidligere zone B til Jugoslavien, blev Koper-distriktet en del af Slovenien, mens Buje-distriktet var knyttet til Kroatien.